# 佐橋吉久
佐橋 吉久（さはし よしひさ）は、戦国時代から江戸時代初期の武士。徳川氏の家臣。

## 生涯
佐橋氏は下野国の名族佐野氏の支族を称する家系で、足利義政より上野国舟橋を領したことから佐野舟橋を合わせた佐橋の名字を許されたことに由来するという。吉久の祖父貞恒の代に三河国額田郡下和田に移って松平氏に仕え、父吉忠は松平広忠・徳川家康の二代に仕えた。永禄6年（1563年）三河一向一揆が蜂起すると父吉忠は本宗寺に与して松平氏に敵対する。吉久の兄弟のうち吉信・吉実・吉豊は一揆方に与し、吉村は松平氏に従ったが、いずれもこの戦乱で戦没している。また父もその後の合戦で討死したらしい。
元亀元年（1570年）姉川の戦いに従軍。この戦いで本多正信が窮地に陥った際、その後退を支援したという。元亀3年（1572年）三方ヶ原の戦いでは味方の退却を助けるために奮戦し、草田町の戦いでは渡辺守綱ら7士とともに100余人の敵兵を防いだという。天正3年（1575年）長篠の戦いでは武田信豊の部隊と戦う。天正7年（1579年）田中城攻めで撤退する味方を支援して功があった。天正12年（1584年）小牧・長久手の戦いにも従軍した。慶長5年（1600年）からは徳川秀忠に付属し、慶長8年（1603年）弓頭となる。慶長10年（1605年）秀忠が将軍宣下を受けるために上洛するとこれに従ったが、程なく滞在先の伏見において死去した。家督は嫡男の吉次が継承し、子孫は旗本家として続いた。なお森鴎外が小説の主題とした佐橋甚五郎は甥にあたる。